# Rahul Mann
Rahul Mann (ur. 11 lutego 1989) – indyjski zapaśnik walczący w stylu wolnym. Zajął trzynaste miejsce na mistrzostwach świata w 2014. dziesiąty na mistrzostwach Azji w 2010. Mistrz Wspólnoty Narodów w 2009, a drugi w 2011 i 2016 roku.